# English Floorball League
Die English Floorball League (EFL), genau genommen die EFL Division 1, ist die höchste Spielklasse im englischen Floorball (Unihockey). 2021 wurde die erste Saison der EFL gestartet. Innerhalb der English Floorball League gab es zwischenzeitlich auch eine unterklassige EFL Division 2 sowie eine Women's Division, in der Saison 2024/25 wurde jedoch nur die Division 1 ausgetragen.
Die Ligagröße schwankte in den letzten Jahren zwischen sechs und acht Mannschaften. 2024/25 spielten sieben Mannschaften in einer doppelten Round Robin gegeneinander. Dabei konnten die Great White Sharks wie schon in den Vorjahren die Meisterschaft erringen und dabei jede Partie gewinnen. Bei den Great White Sharks handelt es sich um eines der beiden Teams des London Sharks FC; das zweite Team des gemeinsamen Muttervereins sind die Hammerhead Sharks, die den siebten Platz belegten.

## Mannschaften 2024/25
In der Saison 2024/25 sind sieben Mannschaften in der English Floorball League vertreten:
| Mannschaft                | Heimatstadt      |
| ------------------------- | ---------------- |
| Great White Sharks        | London           |
| Cambridge Floorball Club  | Cambridge        |
| Bristol Floorball Club    | Bristol          |
| United Cities of Midlands | Rugby            |
| Southern Vipers FC        | Aldershot        |
| Rhinos Floorball Club     | Moreton-in-Marsh |
| Hammerhead Sharks         | London           |

## Meister
| Jahr | Meister            |
| ---- | ------------------ |
| 2022 | Great White Sharks |
| 2023 | Great White Sharks |
| 2024 | Great White Sharks |
| 2025 | Great White Sharks |